# Geleh Deh Rūd
Geleh Deh Rūd (persiska: گله ده, گله ده رود) är en ort i Iran.   Den ligger i provinsen Östazarbaijan, i den nordvästra delen av landet, 500 km väster om huvudstaden Teheran. Geleh Deh Rūd ligger 1 689 meter över havet och antalet invånare är 538.
Terrängen runt Geleh Deh Rūd är kuperad åt sydväst, men åt nordost är den platt. Runt Geleh Deh Rūd är det ganska glesbefolkat, med 22 invånare per kvadratkilometer. Närmaste större samhälle är Hashtrūd, 18,1 km öster om Geleh Deh Rūd. Trakten runt Geleh Deh Rūd består i huvudsak av gräsmarker.